# Championnats d'Europe de cyclisme sur piste juniors et espoirs 2016
Navigation
Championnats d'Europe 2015 Championnats d'Europe 2017

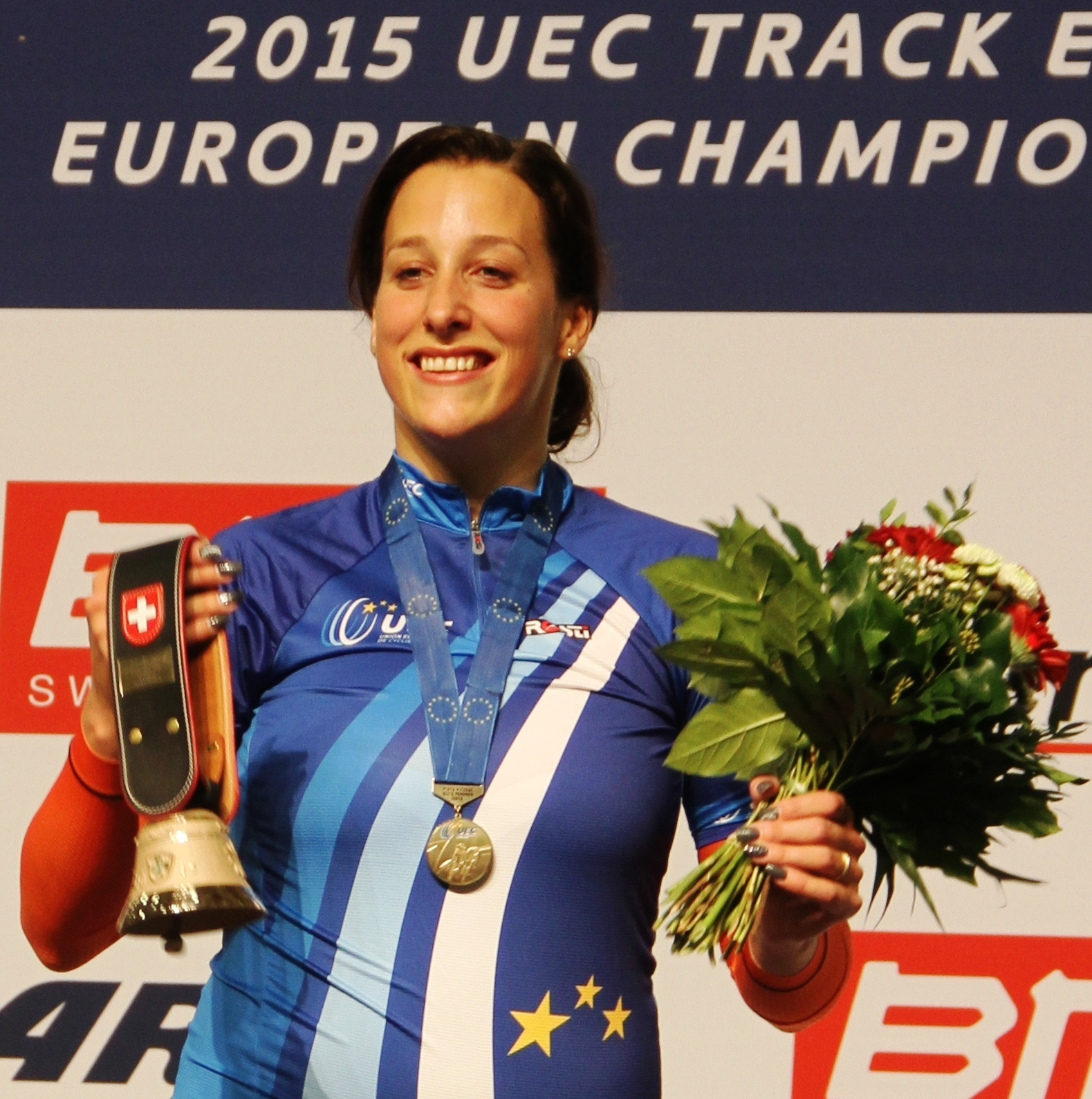
Avec quatre médailles d'or dans les disciplines du sprint (espoirs), la Néerlandaise Elis Ligtlee (ici en 2015) est la cycliste la plus titrée de ces championnats

Les Championnats d'Europe de cyclisme sur piste juniors et espoirs 2016 ont lieu du 12 au 17 juillet 2016 au Velodromo Fassa Bortolo de Montichiari en Italie.
En mai 2016, il est annoncé que la course à l'élimination est au programme des championnats juniors et espoirs pour la première fois. De plus, les deux épreuves élites sont censées avoir lieu durant ces championnats. Néanmoins aucune de ces épreuves n'a eu lieu.
Initialement, les championnats devaient se dérouler à Brno en République tchèque.

## Résultats

### Juniors
| Épreuves               | Or                                                                       | Argent                                                                                 | Bronze                                                                          |
| ---------------------- | ------------------------------------------------------------------------ | -------------------------------------------------------------------------------------- | ------------------------------------------------------------------------------- |
| Épreuves masculines    |                                                                          |                                                                                        |                                                                                 |
| Kilomètre              | Ayrton De Pauw                                                           | Dawid Czubak                                                                           | Alejandro Martínez                                                              |
| Keirin                 | Martin Čechman                                                           | Timo Bichler                                                                           | Dmitry Nesterov                                                                 |
| Vitesse individuelle   | Martin Čechman                                                           | Mateusz Milek                                                                          | Ayrton De Pauw                                                                  |
| Vitesse par équipes    | Russie Mikhaïl Dmitriev Dmitry Nesterov Pavel Rostov                     | Pologne Krystian Ruta Mateusz Milek Daniel Rochna                                      | Grande-Bretagne Alexander Joliffe Lewis Stewart Hamish Turnbull                 |
| Poursuite individuelle | Geórgios Stravakákis                                                     | Ivan Smirnov                                                                           | Reece Wood                                                                      |
| Poursuite par équipes  | Grande-Bretagne Ethan Hayter Matthew Walls Reece Wood Fred Wright        | Pologne Dawid Czubak Szymon Krawczyk Patryk Pazik Bartosz Rudyk                        | Russie Arseny Nikoforov Sergey Malnev Aleksandr Smirnov Ivan Smirnov            |
| Américaine             | Grande-Bretagne Rhys Britton Matthew Walls                               | Belgique Jules Hesters Gerben Thijssen                                                 | Russie Sergey Malnev Aleksandr Smirnov                                          |
| Course aux points      | Dawid Czubak                                                             | Matteo Donegà                                                                          | Gerben Thijssen                                                                 |
| Scratch                | Jules Hesters                                                            | Felix Happke                                                                           | Oleksandr Krivich                                                               |
| Omnium                 | Szymon Krawczyk                                                          | Ethan Hayter                                                                           | Bas Ottevanger                                                                  |
| Épreuves féminines     |                                                                          |                                                                                        |                                                                                 |
| 500 mètres             | Mathilde Gros                                                            | Hetty van de Wouw                                                                      | Sophie Capewell                                                                 |
| Keirin                 | Sara Kankovska                                                           | Aleksandra Tolomanow                                                                   | Steffie van der Peet                                                            |
| Vitesse individuelle   | Mathilde Gros                                                            | Hetty van de Wouw                                                                      | Sara Kankovska                                                                  |
| Vitesse par équipes    | Pays-Bas Hetty van de Wouw Steffie van der Peet                          | Italie Martina Fidanza Gloria Manzoni                                                  | Grande-Bretagne Lauren Bate-Lowe Sophie Capewell                                |
| Poursuite individuelle | Olivija Baleišytė                                                        | Maria Novolodskaya                                                                     | Nikola Rozynska                                                                 |
| Poursuite par équipes  | Italie Elisa Balsamo Chiara Consonni Letizia Paternoster Martina Stefani | Pays-Bas Marit Raaijmakers Amber van der Hulst Kirstie van Haaften Bente van Teeseling | Grande-Bretagne Eleanor Dickinson Lauren Dolan Rebecca Raybould Jessica Roberts |
| Course aux points      | Letizia Paternoster                                                      | Marit Raaijmakers                                                                      | Rebecca Raybould                                                                |
| Scratch                | Letizia Paternoster                                                      | Maria Martins                                                                          | Wiktoria Pikulik                                                                |
| Omnium                 | Elisa Balsamo                                                            | Olivija Baleišytė                                                                      | Jessica Roberts                                                                 |

### Espoirs
| Épreuves               | Or                                                                    | Argent                                                                 | Bronze                                                                    |
| ---------------------- | --------------------------------------------------------------------- | ---------------------------------------------------------------------- | ------------------------------------------------------------------------- |
| Épreuves masculines    |                                                                       |                                                                        |                                                                           |
| Kilomètre              | Maximilian Dörnbach                                                   | Jirí Janošek                                                           | Joseph Truman                                                             |
| Keirin                 | Thomas Copponi                                                        | Marc Jurczyk                                                           | Michał Lewandowski                                                        |
| Vitesse individuelle   | Mateusz Rudyk                                                         | Sébastien Vigier                                                       | Vasilijus Lendel                                                          |
| Vitesse par équipes    | Grande-Bretagne Jack Carlin Ryan Owens Joseph Truman                  | Tchéquie Jiří Fanta David Sojka Jirí Janošek                           | Allemagne Richard Aßmus Maximilian Dörnbach Jan May                       |
| Poursuite individuelle | Filippo Ganna                                                         | Ivo Oliveira                                                           | Thomas Denis                                                              |
| Poursuite par équipes  | France Thomas Denis Corentin Ermenault Florian Maître Benjamin Thomas | Italie Simone Consonni Filippo Ganna Francesco Lamon Davide Plebani    | Grande-Bretagne Matthew Bostock Joe Holt Mark Stewart Oliver Wood         |
| Américaine             | Russie Maksim Piskunov Sergey Rostovtsev                              | France Florian Maître Benjamin Thomas                                  | Pologne Alan Banaszek Daniel Staniszewski                                 |
| Course aux points      | Jonathan Dibben                                                       | Mark Downey                                                            | Raman Ramanau                                                             |
| Scratch                | Michał Rzeźnicki                                                      | Mark Stewart                                                           | Nico Selenati                                                             |
| Omnium                 | Thomas Boudat                                                         | Szymon Sajnok                                                          | Ivo Oliveira                                                              |
| Épreuves féminines     |                                                                       |                                                                        |                                                                           |
| 500 mètres             | Elis Ligtlee                                                          | Tatiana Kiseleva                                                       | Mélissandre Pain                                                          |
| Keirin                 | Elis Ligtlee                                                          | Nicky Degrendele                                                       | Miglė Marozaitė                                                           |
| Vitesse individuelle   | Elis Ligtlee                                                          | Tatiana Kiseleva                                                       | Mélissandre Pain                                                          |
| Vitesse par équipes    | Pays-Bas Kyra Lamberink Elis Ligtlee                                  | Russie Nataliia Antonova Tatiana Kiseleva                              | Pologne Julita Jagodzińska Urszula Los                                    |
| Poursuite individuelle | Justyna Kaczkowska                                                    | Daria Pikulik                                                          | Ina Savenka                                                               |
| Poursuite par équipes  | Grande-Bretagne Emily Kay Dannielle Khan Manon Lloyd Emily Nelson     | Italie Martina Alzini Michela Maltese Francesca Pattaro Claudia Cretti | Pologne Monika Graczewska Justyna Kaczkowska Lucja Pietrzak Daria Pikulik |
| Course aux points      | Lotte Kopecky                                                         | Emily Nelson                                                           | Tatjana Paller                                                            |
| Scratch                | Rachele Barbieri                                                      | Soline Lamboley                                                        | Dannielle Khan                                                            |
| Omnium                 | Lotte Kopecky                                                         | Ina Savenka                                                            | Emily Kay                                                                 |

## Tableau des médailles
| Rang  | Nation          | Or | Argent | Bronze | Total |
| ----- | --------------- | -- | ------ | ------ | ----- |
| 1     | Italie          | 6  | 4      | 0      | 10    |
| 2     | Pologne         | 5  | 7      | 6      | 18    |
| 3     | Pays-Bas        | 5  | 4      | 2      | 11    |
| 4     | Grande-Bretagne | 5  | 3      | 11     | 19    |
| 5     | France          | 5  | 3      | 3      | 11    |
| 6     | Belgique        | 4  | 2      | 2      | 8     |
| 7     | Tchéquie        | 3  | 2      | 2      | 6     |
| 8     | Russie          | 2  | 5      | 3      | 10    |
| 9     | Allemagne       | 1  | 3      | 2      | 6     |
| 10    | Lituanie        | 1  | 1      | 2      | 4     |
| 11    | Grèce           | 1  | 0      | 0      | 1     |
| 12    | Portugal        | 0  | 2      | 1      | 3     |
| 13    | Biélorussie     | 0  | 1      | 2      | 3     |
| 14    | Irlande         | 0  | 1      | 0      | 1     |
| 15    | Ukraine         | 0  | 0      | 1      | 1     |
| 15    | Espagne         | 0  | 0      | 1      | 1     |
| 15    | Suisse          | 0  | 0      | 1      | 1     |
| Total | Total           | 38 | 38     | 38     | 114   |

## Records du monde
| Date            | Épreuve                                                  | Cycliste(s)                                                              | Performance              |
| --------------- | -------------------------------------------------------- | ------------------------------------------------------------------------ | ------------------------ |
| 12 juillet 2016 | Poursuite par équipes féminine juniors sur 4 000 mètres  | Italie Elisa Balsamo Chiara Consonni Letizia Paternoster Martina Stefani | 4 min 31 s 022 en série  |
| 12 juillet 2016 | Poursuite par équipes féminine juniors sur 4 000 mètres  | Italie Elisa Balsamo Chiara Consonni Letizia Paternoster Martina Stefani | 4 min 29 s 234 en finale |
| 13 juillet 2016 | Poursuite individuelle féminine juniors sur 2 000 mètres | Olivija Baleišytė                                                        | 2 min 22 s 311 en série  |